# Эги (Македония)
Эги́ (Эга, Эгеи, др.-греч. Αἰγαί) — древний город, главный город Эматии в Македонии, в северо-западной части равнины, древнейшая резиденция македонских царей. Высокий акрополь Эг до конца Македонского царства служил местом погребения македонских царей. Обнаружен в XIX веке около современного города Вергина в северной Греции. Ошибочно отождествлялся с Эдесой.

## История
Город Эги являлся первой столицей древней Македонии. Затем столица была перенесена в Пеллу. Большое количество народа собралось на праздник, игры и свадьбу царской дочери Клеопатры в Эгах, устроенную царём Филиппом II, захватившим все древнегреческие города и создавшему тем самым своему сыну Александру Македонскому основу для внешней экспансии и основания эллинистического мира. Во время этой свадьбы Филипп II был заколот Павсанием в театре в Эгах, и был похоронен в Эгах. Александр Македонский учредил в Эгах праздничные состязания.

## Раскопки
Археологические раскопки в Вергине были начаты в 1861 году французским археологом Леоном Эзи (Léon Heuzey), который пришёл к заключению, что на месте Вергины некогда находился город Валла (Βάλλα). Раскопки были продолжены греческим археологом К. Ромеосом в 1938—1940 годах. В послевоенные годы раскопки продолжил Манолис Андроникос.
В 1957 году греческая исследовательница-археолог Ф. Папазоглу пришла к выводу, что расхожее отождествление города Эдеса с древнейшей столицей македонян, городом Эги́, ошибочно; Эги, по её мнению, располагались ближе к Наусе.
Работая над первым томом «Истории Македонии», английский историк Николас Хаммонд пришёл к выводу, что Эдеса и Эги — два разных города. В 1968 году он впервые высказал предположение, что раскопки в районе Вергины ведутся на территории Эг.
Наиболее значимыми находками стали монументальный дворец царя Антигона Гоната, возведённый в 278—240 гг. до н. э., богато украшенный мозаиками и росписями по штукатурке, а также участок захоронений с более чем 300 погребальными камерами — «тумули», некоторые из которых датируются ХI в. до н. э. От дворца сохранились центральный двор с перистилем и залы с мозаичным настилом. На территории дворца был открыт фундамент небольшого толоса (круглого помещения), где была найдена надпись с посвящением, сделанным, возможно, сыновьями Персея — Филиппом и Александром — Гераклу — мифическому предку македонских царей из династии Аргеадов-Теменидов. Между дворцом и некрополем находился театр, в котором Павсаний заколол царя Филиппа II.
В 1976 году греческий археолог Манолис Андроникос возобновил раскопки, а в 1977 году обнаружил богатое царское захоронение, которое, по его мнению, принадлежит царю Филиппу II. Захоронение находится в большой погребальной камере. В 1976—1978 гг. были найдены две могилы македонских царей, а затем другие захоронения. Монументальные гробницы македонских царей состояли из погребальной камеры и вестибюля, имели внушительный мраморный портал. Фасады гробниц были расписаны, врата фланкированы колоннами. Внутри найдены серебряные и бронзовые вазы, два золотых ларнакса (погребальные урны), диадемы, портреты из слоновой кости (в гробнице Филиппа найден портрет Александра Македонского) и вооружение. На крышках ларнаксов изображена 16-конечная звезда македонской династии, так называемая «вергинская звезда», популярный символ исконно греческой истории Македонии. Кроме того, богато украшены ещё две гробницы, одну из которых, с неидентифицированными останками, условно называют «гробницей Персефоны» (по сохранившейся фреске, на которой изображено похищение Персефоны), а другую обычно приписывают Александру IV, сыну Александра Македонского. Эти уникальные находки, которые экспонируются в Археологическом музее Вергины, и принесли Вергине всемирную известность.
Поскольку Филипп II был убит в Эгах, Андроникос вслед за Хаммондом полагал, что нынешняя Вергина и есть древнейшая македонская столица.
В 1993 году был открыт Археологический музей Вергины, расположенный непосредственно в подземных помещениях внутри искусственного кургана над гробницами.
В 1996 году археологические памятники Вергины внесены в список объектов всемирного наследия ЮНЕСКО в Греции.

## Галерея

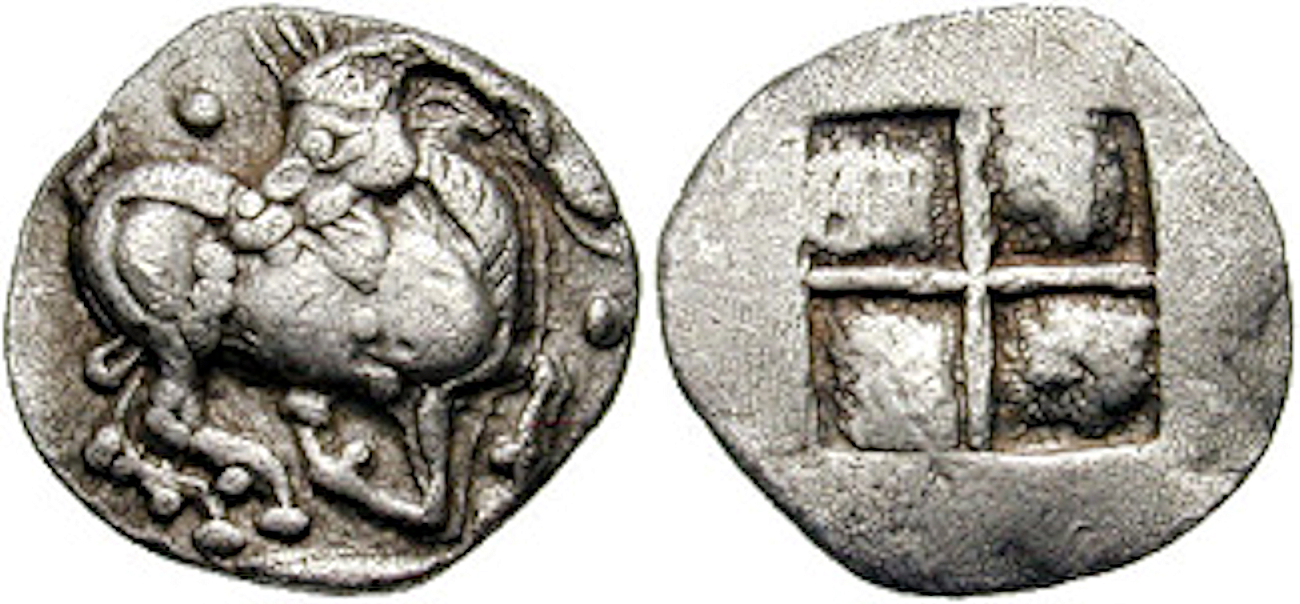
Монета из Эг. Относится к правлению царя Аминты I, Ахеменидской Македонии, около 510—480 гг. до н. э.
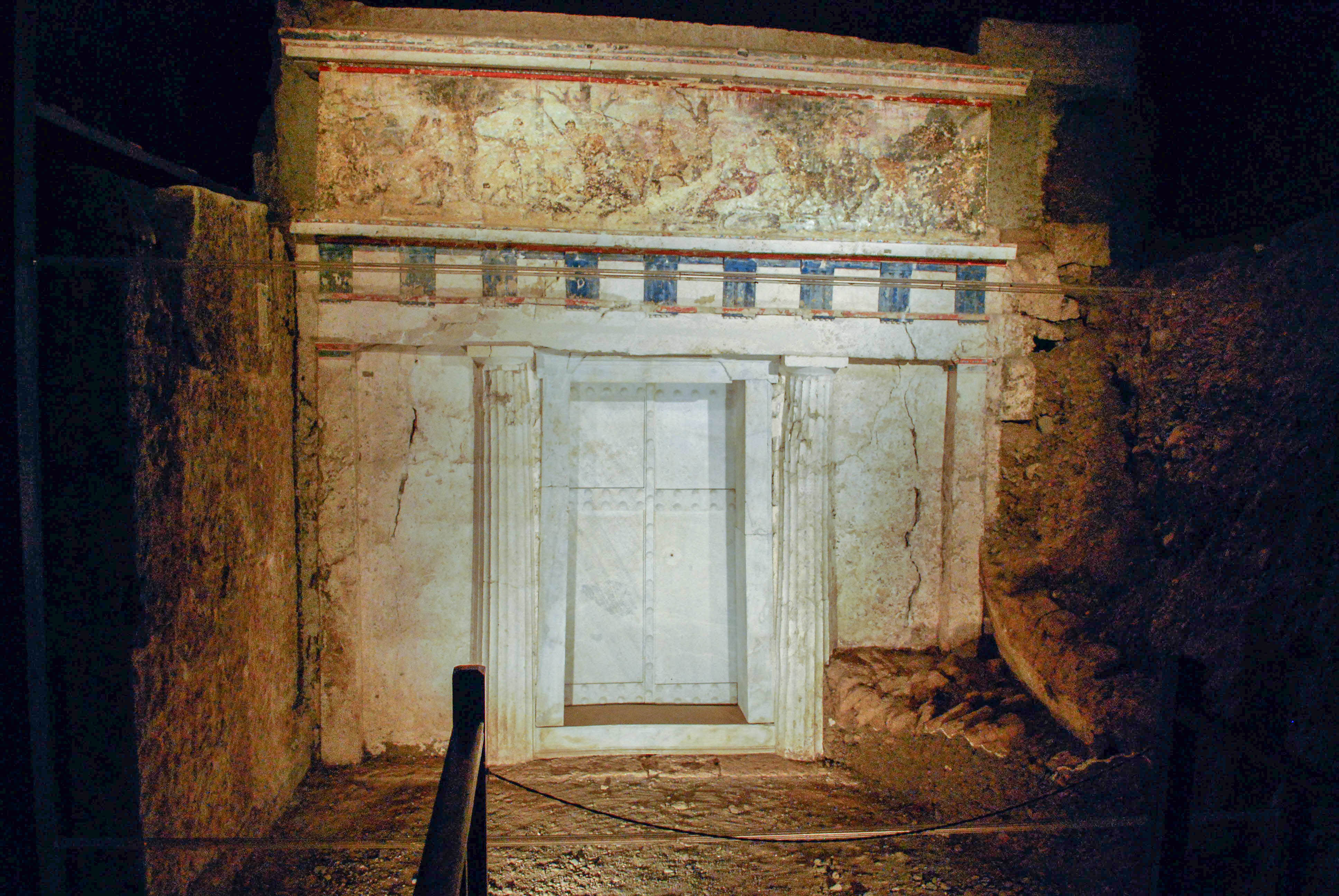
Фасад гробницы царя Македонии Филиппа II. Археологический музей Вергины
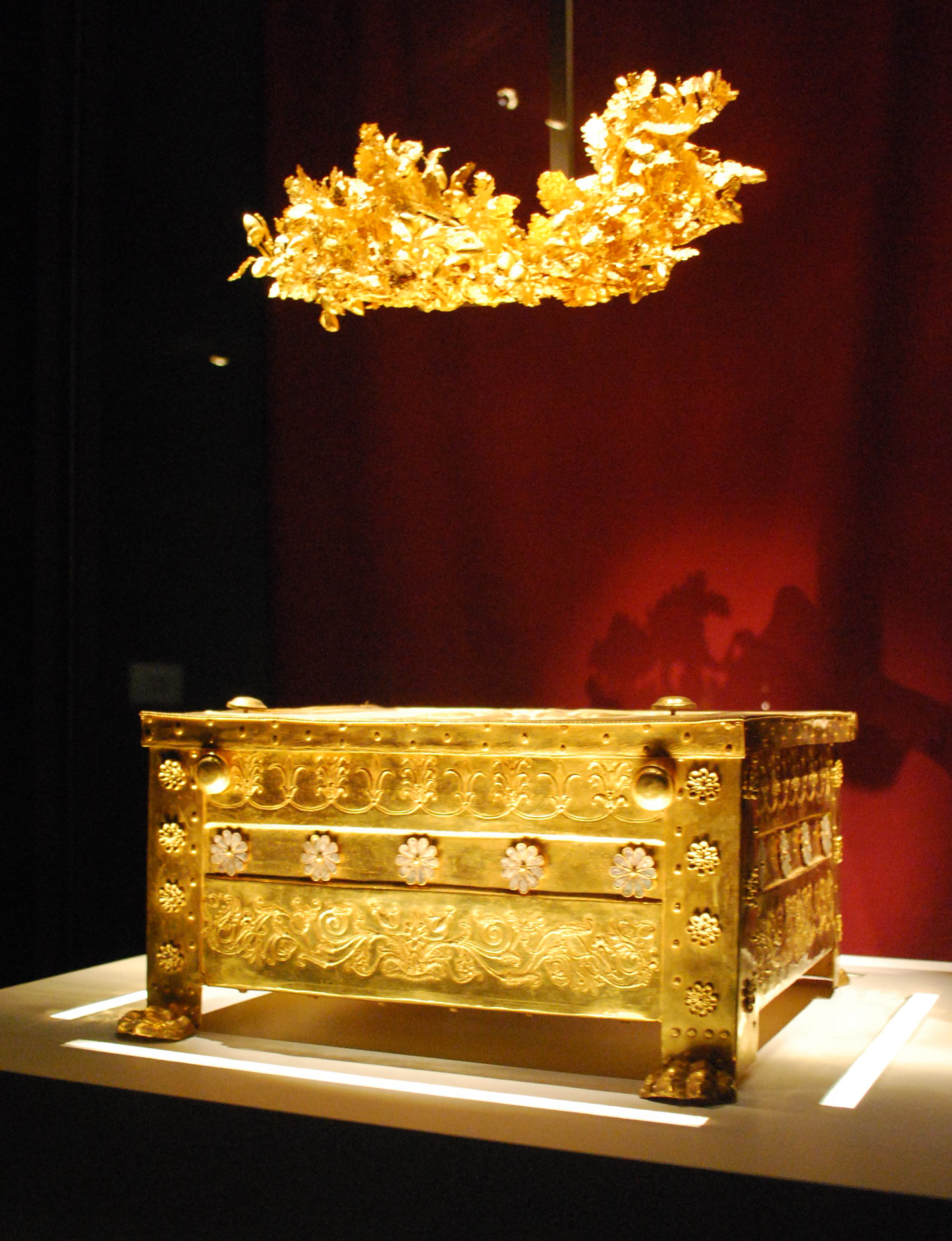
Золотой ларнакс и золотая корона царя Македонии Филиппа II. Археологический музей Вергины
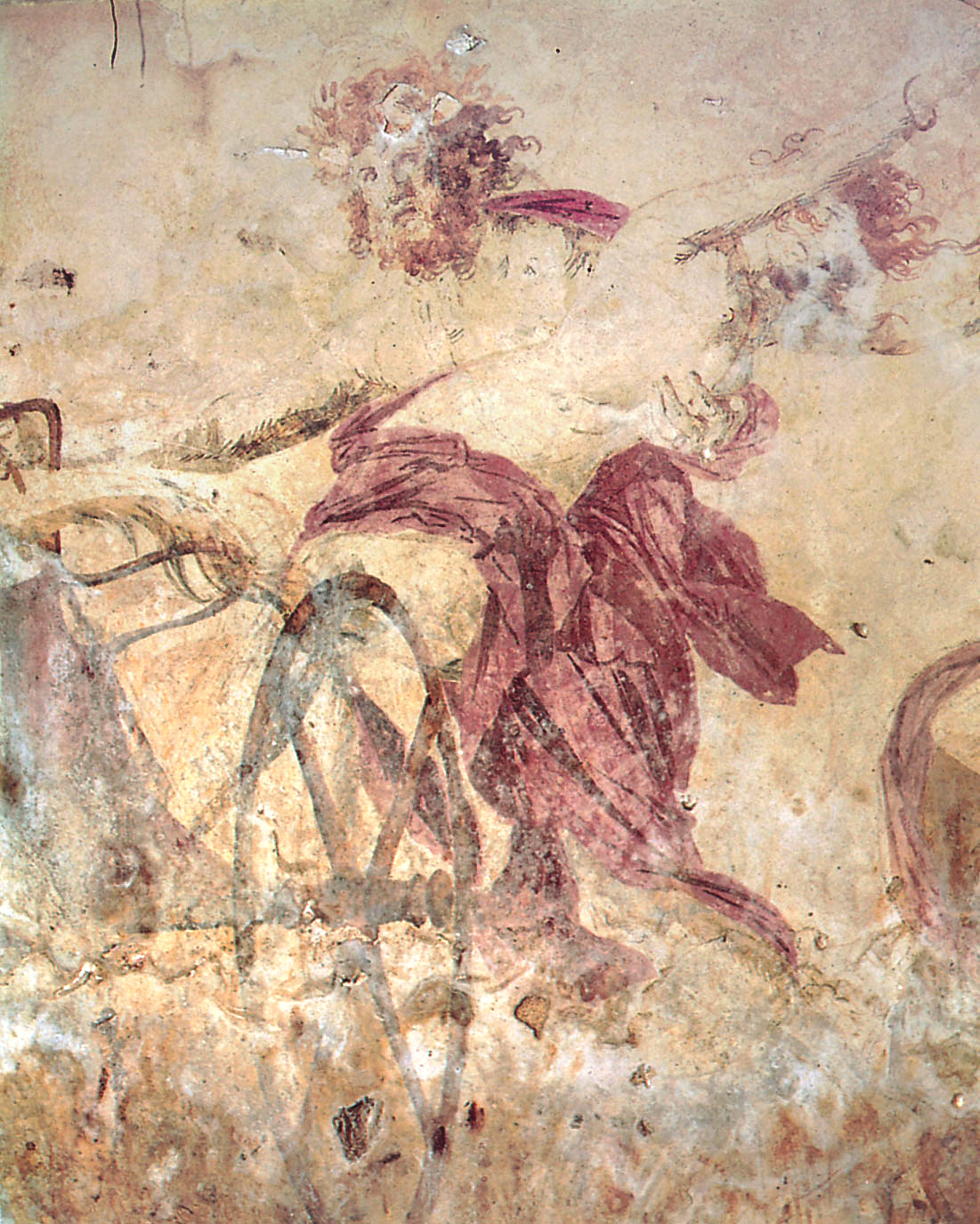
Похищение Персефоны. Фреска на фризе могилы македонского царя. 336 год до н. э.